# Åsa-Nisse som polis
Åsa-Nisse som polis är en svensk film från 1960 i regi av Ragnar Frisk.
Filmen hade premiär 16 september 1960.

## Handling[2]
Landsfogden anser att en man av folket skall utöva polisyrket. Åsa-Nisse utses till ortens polis en tid. Nesses något udda metoder fungerar ändå på något vis. Åsa-Nisse och Klabbarparn besöker sedan Göteborg för att se på sångerskan Gun från Knohult på Liseberg. Där tar herrarna också en tur i den gamla, numera rivna berg-och-dalbanan.

## Om filmen
Klipp ur filmen ingår i kavalkadfilmen Sarons ros och gubbarna i Knohult från 1968.

## Rollista[4]
- John Elfström - Åsa-Nisse
- Artur Rolén - Klabbarparn
- Brita Öberg - Eulalia
- Mona Geijer-Falkner - Kristin
- Gustaf Lövås - Sjökvist
- Astrid Bodin - Astrid
- Inger Axö - Gun Andersson
- Bill Magnuson - Lasse
- Bertil Englund - sångaren
- Gösta Prüzelius - landsfiskal Klöverhage
- Gösta Jonsson - landsfogden
- Carl-Olof Alm - Petterson
- John Norrman - Jonas
- Georg Adelly - portier, piccolo, hotellgäst, kock
- Curt Löwgren - Andersson, biträde på polisstationen
- Stig Johanson - billånare som arresteras
- Evert Granholm - redaktören

## Musik i filmen[5]
- Airport Terminal, kompositör Ludo Philipp, instrumental
- Bees-a-Buzzin, kompositör Ed Siebert, instrumental
- Cuban Boy, kompositör Frank Chacksfield, instrumental
- Current Events, kompositör Ronald Hanmer, instrumental
- Dido från Lido, kompositör Kai Gullmar, text Per Lennart
- Ensam jag på stigen går, kompositör och text Pierre Westerman
- Irridescence, kompositör Ludvig Philipp, instrumental
- Med hatten på nacken, kompositör Gurli Bergström, text Per Lennart
- Pulling Strings, kompositör Ludo Philipp, instrumental
- Sextimental, kompositör Frank Chacksfield, instrumental
- Sexton takter, kompositör Gunnar Bergström, text Carl Gustaf Sandelin
- Smile My Love, kompositör Hans May, instrumental
- Square Four, kompositör Billy Munn, instrumental
- Swing Doors, kompositör Allan Gray, instrumental